# Гученко, Владимир Николаевич
Владимир Николаевич Гученко — советский хозяйственный и политический деятель.

## Биография
Родился в 1948 году в селе Томаровка. Член КПСС.
Окончил Борисовское сельское профессионально-техническое училище.
В 1965—2008 гг. — механизатор, военнослужащий Советской армии, механизатор колхоза «Дружба» Яковлевского района Белгородской области.
Указами Президиума Верховного Совета СССР от 23 декабря 1976 и от 13 марта 1981 года награждён орденами Трудовой Славы 3-й и 2-й степени.
Указом Президиума Верховного Совета СССР от 29 августа 1986 года награждён орденом Трудовой Славы 1-й степени, став полным кавалером ордена Трудовой Славы.
Делегат XXVI съезда КПСС.
Жил в Яковлевском районе Белгородской области.